# Película interactiva
Una película interactiva es un subgénero de videojuego de aventura gráfica que cuenta con una presentación muy cinematográfica y un uso intensivo de secuencias de comandos a menudo mediante el uso de video de movimiento completo de cualquiera de las secuencias de animación o de acción en vivo. 

## Diseño
La película interactiva fue originada de los Laserdiscs. A diferencia de otros juegos, este tipo de videojuego se caracteriza por una jugabilidad reducida, permitiendo al jugador controlar solamente ciertos controles básicos en cada escena. Por lo general, se usaban animaciones o se filmaban con actores reales (como si fuera un vídeo), y los jugadores activaban las reacciones del personaje. Las escenas alternas fueron filmadas para activar como acciones erradas (o alternas) del jugador (ejemplo en las acciones erradas: los Game Over).
Ejemplos de estos son algunos juegos como Life Is Strange, Until Dawn, Fahrenheit, Heavy Rain, Beyond: Two Souls o Detroit: Become Human, entre otros.

## Historia
El primer videojuego de laserdisc fue Astron Belt de Sega, uno de los primeros en tercera persona de combate espacial con acción en vivo de movimiento completo video (en gran parte tomada de una película de ciencia ficción japonesa) en la que los barcos del jugador/enemigo y el fuego láser estaba superpuesto. Desarrollado en 1982, se dio a conocer por primera vez en el show 1982 AMOA en Chicago y publicado al año siguiente. Sin embargo, el juego que popularizó el género en los Estados Unidos fue Dragon's Lair, animado por Don Bluth y publicado por Cinematronics poco después. Al mismo tiempo, la batalla del juegos de laserdisc Bega's Battle y Cliff Hanger también fueron liberados, así como X-Files The Videogame.

## Películas interactivas en la era de Internet
Con la llegada de las anotaciones a YouTube en 2008, Chad, Matt y Rob crearon una serie de cinco aventuras interactivas que usaban anotaciones para contar historias interactivas, lo que permitía al usuario dirigir la narrativa. La serie incluía Máquina del tiempo, Asesinato, Fiesta de Cumpleaños, Teleportadoe y Búsqueda del Tesoro. Las anotaciones se eliminaron de YouTube en 2019, lo que hizo imposible interactuar con muchos de estos videos.
En la década de 2010, los servicios de transmisión como Netflix comenzaron a ganar popularidad y se volvieron más sofisticados. En 2016, Netflix comenzó a experimentar con obras interactivas dirigidas a niños, incluida una versión animada de El gato con botas y una adaptación de Telltale de Minecraft: Story Mode. La primera gran película interactiva de acción en vivo de Netflix fue Black Mirror: Bandersnatch, una película de la serie de antología Black Mirror estrenada en diciembre de 2018. Netflix trabajó con el creador de Black Mirror, Charlie Brooker, para desarrollar una narrativa que aproveche la interacción mientras desarrollamos nuestras propias herramientas para mejorar el almacenamiento en caché de escenas y administrar la progresión de la película para su uso en proyectos futuros. En 2022, Netflix lanzó otro cortometraje interactivo llamado Cat Mugger (Atracador de gatos), que es una caricatura jugable interactiva en la que el espectador interpreta a un atracador de gatos llamado Rhodey que intenta robar una valiosa obra de arte de un museo custodiado por un perro. guardia de seguridad llamado Maní, y debe responder las preguntas correctas para avanzar en la historia.